# Johann Ulrich Heiniger

Vater Heiniger

Johann Ulrich Heiniger, auch Hans-Ulrich Heiniger, genannt Vater Heiniger (* 8. Februar 1808 in Wyssachen; † 28. Mai 1892 in Bern) war ein Schweizer Stadtmissionar in Bern.
Als Sohn eines Holzschuhmachers wuchs er in ärmlichen Verhältnissen auf dem Bauerngut Schwendihüttli an der Schattseite des oberen Wyssachengrabens im Emmental auf. Die Mutter musste die Familie durchbringen. Während der Inflation von 1816 und 1817, als zur Ernährung armer Leute nur noch Steckrüben übrigblieben, lernte er den Hunger kennen. Ein Onkel brachte ihm das Handwerk des Hechelns bei.
Über seine Jugendjahre berichtet er: «An Sonntagen besuchte ich gewöhnlich des Morgens die Kirche, Nachmittags ging ich zum Kugelwerfen, an den Tanzsonntagen ins Wirtshaus; das Tanzen wurde meine Leidenschaft. Und doch war mir bei diesem Leben nicht immer wohl. Ich erinnere mich noch gut, wie ich mehrmahls vom Tanzboden weg hinauslief in die finstere Nacht und helle Thränen weinte vor innerer Wehmut, dann, wenn ich ausgeweint hatte, am Brunnen meine Augen wusch, um wieder zurückzukehren zum lustigen Tanz. Dass ich nach Weltbrauch ein Mädchen zu Gast hielt, verstund sich von selbst. Da ging mein geringer Verdienst oft an einem einzigen Sonntag drauf.»
Als ihn ein neuer Meister eindringlich ermahnte, änderte er seinen Lebenswandel, erlebte aber erst nach der Heirat mit «Mareili», der Magd eines Nachbarn, eine religiöse Erweckung. Der Theologe Gottlieb Ringier, der damals als Pfarrhelfer in Wasen im Emmental wirkte, bereitete ihn durch Privatunterricht zum Lehrerberuf vor. Er besuchte mehrere Fortbildungskurse, u. a. 1836 in Burgdorf BE bei Jeremias Gotthelf, kam anschliessend als Lehrer nach Eriswil und fand dort durch die Vermittlung des reformierten Ortspfarrers Friedrich Küpfer-Hahn Zugang zu Gemeinschaftskreisen. Im Winter 1845/1846 ereignete sich unter seinen Schülern «eine eigentliche Erweckung». Heiniger erlebte dort aber auch eine schwere Depression und materielle Not, da er seine Frau, acht Kinder und seine alten Eltern ernähren musste.
Am 7. Februar 1853 wurde er vom Komitee der Evangelischen Gesellschaft des Kantons Bern zum Stadtmissionar von Bern gewählt und am 14. Februar eingesegnet. Hier entfaltete er eine reiche Tätigkeit, wozu Krankenbesuche und Hausbesuche bei Familien in schwierigen sozialen Verhältnissen, die Leitung von Bibelstunden und eine intensive Briefseelsorge gehörte – im Laufe seines Lebens soll er 18'914 seelsorgerliche Briefe geschrieben haben.
Heinigers Leben wird beschrieben in Franz Eugen Schlachter Buch Was Vater Heiniger uns erzählt.